# I Am the Pretty Thing That Lives in the House
Pour plus de détails, voir Fiche technique et Distribution.
I Am the Pretty Thing That Lives in the House est un film canado-américain réalisé par Oz Perkins, sorti en 2016.

## Synopsis
Lily est une infirmière chargée de s'occuper d'une autrice, maîtresse de l'épouvante. Cette dernière habite dans une étrange maison reculée, où l'infirmière commence à entendre des bruits et à apercevoir des phénomènes de plus en plus étranges. 

## Fiche technique
- Titre : I Am the Pretty Thing That Lives in the House
- Réalisation : Oz Perkins
- Scénario : Oz Perkins
- Musique : Elvis Perkins
- Photographie : Julie Kirkwood
- Montage : Brian Ufberg
- Production : Robert Menzies et Rob Paris
- Société de production : Paris Film, Zed Filmworks, Go Insane Films, et I Am The Pretty Thing Productions
- Société de distribution : Netflix
- Pays :  Canada et  États-Unis
- Genre : Horreur  et thriller
- Durée : 89 minutes
- Dates de sortie : 28 octobre 2016

## Distribution
- Ruth Wilson (VF : Ingrid Donnadieu) : Lily
- Paula Prentiss (VF : Mireille Delcroix) : Iris Blum
- Bob Balaban (VF : Féodor Atkine) : M. Waxcap
- Lucy Boynton (VF : Leslie Lipkins) : Polly
- Brad Milne : Edward Bird
- Daniel Chichagov : M. Darling
- Erin Boyes (VF : Laura Préjean) : Iris jeune
- James Perkins : John
- Beatrix Perkins : Wendy

## Distinctions
Le film a été présenté au Festival international du film de Toronto le 10 septembre 2016.